# Nationaal park Rohkunborri
Nationaal park Rohkunborri (Noors: Rohkunborri nasjonalpark) is een nationaal park in Troms in Noorwegen. Het werd opgericht in 2011 en beslaat een oppervlakte van 571 vierkante kilometer. Het nationaal park ligt langs de grens met Zweden en grens aan het Zweedse Nationaal park Vadvetjåkka.  Het nationaal park Rohkunborri bestaat uit kloven (Sørdalen), fjell, bergen (Rohkunborri-massief), gletsjers, bossen (berk). In het park leeft onder andere poolvos, bruine beer, lynx, giervalk, veelvraat en sneeuwuil.